# Batracomorphus juturna
Batracomorphus juturna är en insektsart som beskrevs av Knight 1983. Batracomorphus juturna ingår i släktet Batracomorphus och familjen dvärgstritar. Inga underarter finns listade i Catalogue of Life.